# Titan (singel Besy)
Titan – singel albańskiej piosenkarki Besy Kokёdhimy. Jest to angielskojęzyczna wersja utworu “Zemrën n’dorë”, stworzona specjalnie na potrzeby reprezentowania Albanii w 68. Konkursie Piosenki Eurowizji 2024. Singel został wydany 11 marca 2024. W procesie tworzenia oryginalnej, albańskiej wersji piosenki udział wzięli: Besa, Rozana Radi, Petrit Sefaj, i Kledi Bahiti.

## Lista utworów
| Digital download / media strumieniowe | Digital download / media strumieniowe | Digital download / media strumieniowe |
| Nr                                    | Tytuł utworu                          | Długość                               |
| ------------------------------------- | ------------------------------------- | ------------------------------------- |
| 1.                                    | „Titan”                               | 2:56                                  |